# Нагуманов, Роман Рафаилович
Роман Рафаилович Нагуманов (род. 5 июня 1985, Ленинград) — российский футболист, полузащитник.
Заниматься футболом начал в школе «Смены», затем перешёл в СДЮСШОР «Зенит», воспитанник Валерия Золина, который и пригласил Нагуманова в 2003 в «Зенит-2». Играл в юношеской сборной под руководством Равиля Сабитова. Вторую половину сезона-2005 провёл в аренде в новокузнецком «Металлурге-Кузбасс» вместе с несколькими другими петербургскими футболистами. В 2006 перешёл в раменский «Сатурн», но провёл только три игры за дубль. Остаток сезона отыграл в «Зените-2». В следующем году вернулся в «Металлург-Кузбасс», за который выступал три сезона. В начале 2010 года перешёл в латвийский клуб «Юрмала-VV», в составе которого в финале Кубка Латвии 2009/10 не забил решающий послематчевый пенальти. В августе перешёл в литовский «Жальгирис», где играл его младший брат Андрей, но провёл за клуб только 12 минут в двух играх. Из-за отсутствия предложений вернулся в Санкт-Петербург, где стал выступать в чемпионате города за клуб «Тревис и ВВК».